# Juan José Peláez
Juan José Peláez Naranjo (Jericó, Antioquia; 1 de noviembre de 1958) es un director técnico y comentarista deportivo colombiano.

## Trayectoria

### Selecciones Colombia juveniles
Comenzó su trayectoria como entrenador en el 1988 dirigiendo a las Selecciones Colombia Juveniles en donde estuvo hasta 1991. 

### Atlético Nacional
En 1994 llega al Atlético Nacional en donde logra salir campeón del Campeonato colombiano 1994, en 1995 llegaron a la final de la Copa Libertadores, en donde quedan subcampeones al perderla con el Grêmio de Porto Alegre.
En el Atlético Nacional estuvo hasta el 1997, año en el que logró darle otro título al elenco verde paisa: la Copa Interamericana 1995. 
En su primera fase en Nacional, de la mano de Francisco Maturana y Hernán Darío Gómez, el jericoano se hizo grande en Nacional hasta sacarlo campeón en 1994 de Colombia, subcampeón de América en 1995 de la Libertadores y campeón de la Interamericana de 1995.

### Copa Mundial de Fútbol de 1998
En 1998 estuvo en la Copa Mundial de Fútbol de 1998 como ayudante de campo de Hernán Darío Gómez.

### Independiente Santa Fe
En 1999, el entrenador arribó en Santa Fe, aunque no pudo hacer mucho por el cuadro capitalino, que acabó en la posición 13 de la reclasificación.

### Atlético Junior
Un año más tarde, en el 2000  su parada fue en Barranquilla para ser DT de Atlético Junior, club que fue tercero en la reclasificación, pero que quedó subcampeón en el cuadrangular final.

### Independiente Medellín
Entre el año 2000 y 2002, después de Junior llegó al Deportivo Independiente Medellín., logrando un subcampeonato en 2001 ante América de Cali y asentando las bases de un proceso que llevó al DIM hasta el título en 2002 y a jugar las semifinales de la Libertadores de América 2003.

### Atlético Nacional
Regresó en 2003 para su segundo ciclo con el equipo verde en el que estuvo hasta el 2004, cuando Atlético Nacional buceaba en las profundidades de la tabla colombiana para llevarlo a las dos finales que se perdieron en 2004 y dejarle el camino servido a Santiago Escobar para el título de 2005. Paso que deja como saldo dos subcampeonatos del Campeonato colombiano para el elenco verde paisa.

### Barcelona S.C.
En el 2005 se va a Ecuador para dirigir al Barcelona S.C.. El colombiano Juan José Peláez arribó al país para hacerse cargo de la dirección técnica del Barcelona, el club más popular de Ecuador.
"Yo no vengo a prometer cosas que no puedo lograr, vengo a trabajar y a aportar con el tiempo, no a jugar a la lotería", dijo a su arribo a Quito desde Colombia, para luego trasladarse a Guayaquil, la sede del Barcelona.
Peláez llegó junto con Elkin Sánchez, quien sería el preparador físico del club, y que es un conocido en el país por haber trabajado con el también colombiano Hernán "El Bolillo" Gómez en la dirección técnica de la selección de Ecuador, que clasificó al país por primera vez a un mundial, a Corea-Japón 2002.
Aunque el técnico llegó con modestia, su llegada despertó en la enorme y exigente hinchada una luz de esperanza para volver a ver al equipo con más hinchada del país ecuatoriano de vuelta en los primeros lugares de la tabla de posiciones.

### Independiente Medellín
Entre 2006 y 2008 estuvo en el Deportivo Independiente Medellín, en lo que fue el segundo ciclo de Juan José con el equipo rojo.

### Club Bolívar
En el segundo semestre del 2008 se va a Bolivia para dirigir al Bolívar, Juan José permanecería ligado a la entidad hasta diciembre, con la opción de renovar su contrato para la temporada 2009, pero no fue posible, ya que por problemas de salud debió dejar la dirección técnica y darle paso a otros proyectos. El Bolívar sería su último equipo en dirigir.

## Etapa como comentarista deportivo
Después de dejar la dirección técnica, Juan José Peláez se dedicó a ser comentarista deportivo, en donde trabajó en Caracol Radio y en diferentes canales de Televisión como Caracol Televisión; Gente, Pasión y Fútbol; y Win Sports.

## Participación en Mundiales de Fútbol
Participó en la Copa Mundial de Fútbol de 1998 como ayudante de campo de Hernán Darío Gómez, quien era el director técnico de la Selección Colombiana.

## Vuelta a la dirección técnica
El 11 de junio de 2017, después de 9 años en donde se dedicó a otros proyectos, es confirmado su regreso a la dirección técnica en el Deportivo Independiente Medellín, en donde cumplió su tercer ciclo con el elenco paisa. Su regreso a la dirección técnica, generó optimismo en la afición del equipo rojo y en general, aunque luego no terminó sucediendo nada siqueira rescatable.

## Clubes
| Club                           | País     | Año         |
| ------------------------------ | -------- | ----------- |
| Selecciones Colombia Juveniles | Colombia | 1988 - 1991 |
| Atlético Nacional              | Colombia | 1994 - 1997 |
| Santa Fe                       | Colombia | 1999        |
| Junior de Barranquilla         | Colombia | 2000        |
| Independiente Medellín         | Colombia | 2000 - 2002 |
| Atlético Nacional              | Colombia | 2003 - 2004 |
| Barcelona S.C.                 | Ecuador  | 2005        |
| Barcelona S.C.                 | Ecuador  | 2006        |
| Independiente Medellín         | Colombia | 2007 - 2008 |
| Bolívar                        | Bolivia  | 2008        |
| Independiente Medellín         | Colombia | 2017        |

## Palmarés

### Campeonatos nacionales
| Título                | Club              | País     | Año  |
| --------------------- | ----------------- | -------- | ---- |
| Campeonato colombiano | Atlético Nacional | Colombia | 1994 |

### Campeonatos internacionales
| Título              | Club              | País     | Año  |
| ------------------- | ----------------- | -------- | ---- |
| Copa Interamericana | Atlético Nacional | Colombia | 1997 |